# イェフリー・ラミレス
- ジェフリー・ラミレス

イェフリー・ラミレス・アルカラ（Yefry Ramírez Alcala, 1993年11月28日 - ）は、ドミニカ共和国サントドミンゴ出身のプロ野球選手（投手）。

## 経歴

### プロ入りとダイヤモンドバックス傘下時代
2011年にアマチュア・フリーエージェントでアリゾナ・ダイヤモンドバックスと契約してプロ入り。当時のポジションは内野手だった。契約後、傘下のルーキー級ドミニカン・サマーリーグ・ダイヤモンドバックスでプロデビュー。44試合に出場して打率.169、4打点、2盗塁を記録した。
2012年には投手に転向した。この年はルーキー級ドミニカン・サマーリーグ・ダイヤモンドバックスでプレーし、18試合に登板して2勝0敗、防御率3.28、18奪三振を記録した。
2013年もルーキー級ドミニカン・サマーリーグ・ダイヤモンドバックスでプレーし、13試合（先発11試合）に登板して0勝6敗、防御率3.00、62奪三振を記録した。
2014年はルーキー級アリゾナリーグ・ダイヤモンドバックスとパイオニアリーグのルーキー級ミズーラ・オスプレイでプレーし、2球団合計で13試合（先発10試合）に登板して6勝3敗、防御率3.06、65奪三振を記録した。
2015年はルーキー級ミズーラでプレーし、14試合（先発13試合）に登板して5勝5敗、防御率5.35、61奪三振を記録した。

### ヤンキース傘下時代
2015年12月10日にルール・ファイブ・ドラフト（マイナーリーグ・フェイズ）でニューヨーク・ヤンキースから指名され、移籍した。
2016年は傘下のA級チャールストン・リバードッグスとA+級タンパ・ヤンキースでプレーし、2球団合計で22試合に先発登板して7勝9敗、防御率2.82、132奪三振を記録した。オフの11月18日にルール・ファイブ・ドラフトでの流出を防ぐために40人枠入りを果たした。
2017年はAA級トレントン・サンダーでプレーした。

### オリオールズ時代
2017年7月31日に金銭トレードで、ボルチモア・オリオールズへ移籍した。移籍後は傘下のAA級ボウイ・ベイソックスでプレーし、移籍前を含めた2球団合計で24試合に先発登板して15勝3敗、防御率3.47、117奪三振を記録した。
2018年は開幕をAAA級ノーフォーク・タイズで迎えた。4月10日にメジャー初昇格したが、この時は登板機会は無く、12日にAAA級ノーフォークへ降格した。6月13日に2度目の昇格を果たすと、同日のボストン・レッドソックス戦にて先発でメジャーデビュー（4.1回を3失点で敗戦投手）。この年メジャーでは17試合（先発12試合）に登板して1勝8敗、防御率5.92、62奪三振を記録した。
2019年5月22日にDFAとなった。

### パイレーツ時代
2019年5月27日に後日発表選手または金銭とのトレードで、ピッツバーグ・パイレーツへ移籍した。オフの11月4日にマイナー契約で傘下のAAA級インディアナポリス・インディアンスへ配属され、同日中にFAとなった。

### メッツ傘下時代
2020年1月8日にニューヨーク・メッツとマイナー契約を結び、スプリングトレーニングに招待選手として参加することになった。9月20日に自由契約となった。

### ドジャース時代
2021年3月25日にロサンゼルス・ドジャースとマイナー契約を結んだ。シーズンでは5月のマイナーリーグ開幕より傘下のAAA級オクラホマシティ・ドジャースでプレーし、8月1日にメジャー契約を結んでアクティブ・ロースター入りした。1試合に登板後の8月4日にDFAとなり、7日にマイナー契約でAAA級オクラホマシティへ配属された。
2022年5月31日に自由契約となった。

### ハンファ時代
2022年6月1日にKBOのハンファ・イーグルスと契約した。しかし、同年限りで自由契約となった。

## 投球スタイル
平均93.2mph（約150.0km/h）のフォーシームが投球の半分を占め、変化球ではチェンジアップ、スライダーを投げる。

## 詳細情報

### 年度別投手成績
| 年 度    | 球 団    | 登 板 | 先 発 | 完 投 | 完 封 | 無 四 球 | 勝 利 | 敗 戦 | セ 丨 ブ | ホ 丨 ル ド | 勝 率 | 打 者 | 投 球 回 | 被 安 打 | 被 本 塁 打 | 与 四 球 | 敬 遠 | 与 死 球 | 奪 三 振 | 暴 投 | ボ 丨 ク | 失 点 | 自 責 点 | 防 御 率 | W H I P |
| -------- | -------- | ----- | ----- | ----- | ----- | -------- | ----- | ----- | -------- | ----------- | ----- | ----- | -------- | -------- | ----------- | -------- | ----- | -------- | -------- | ----- | -------- | ----- | -------- | -------- | ------- |
| 2018     | BAL      | 17    | 12    | 0     | 0     | 0        | 1     | 8     | 0        | 0           | .111  | 294   | 65.1     | 64       | 11          | 34       | 1     | 4        | 62       | 5     | 0        | 44    | 43       | 5.92     | 1.53    |
| 2019     | BAL      | 4     | 1     | 0     | 0     | 0        | 0     | 2     | 0        | 0           | .000  | 49    | 10.1     | 11       | 2           | 9        | 0     | 2        | 11       | 1     | 0        | 9     | 8        | 6.97     | 1.94    |
| 2019     | PIT      | 9     | 0     | 0     | 0     | 0        | 0     | 0     | 0        | 0           | ----  | 70    | 14.0     | 19       | 2           | 7        | 0     | 2        | 16       | 1     | 0        | 15    | 12       | 7.71     | 1.86    |
| '19計    | PIT      | 13    | 1     | 0     | 0     | 0        | 0     | 2     | 0        | 0           | .000  | 119   | 24.1     | 30       | 4           | 16       | 0     | 4        | 27       | 2     | 0        | 24    | 20       | 7.40     | 1.89    |
| 2021     | LAD      | 1     | 0     | 0     | 0     | 0        | 0     | 0     | 0        | 0           | ----  | 6     | 2.0      | 0        | 0           | 1        | 0     | 0        | 2        | 0     | 0        | 0     | 0        | 0.00     | 0.50    |
| MLB：3年 | MLB：3年 | 31    | 13    | 0     | 0     | 0        | 1     | 10    | 0        | 0           | .091  | 419   | 91.2     | 94       | 15          | 53       | 1     | 8        | 91       | 7     | 0        | 68    | 63       | 6.19     | 1.60    |

- 2021年度シーズン終了時

### 背番号
- 32（2018年 - 2019年5月21日）
- 70（2019年8月4日 - 同年終了）
- 67（2021年）
- 22（2022年）